# 熱爾傑夫卡區

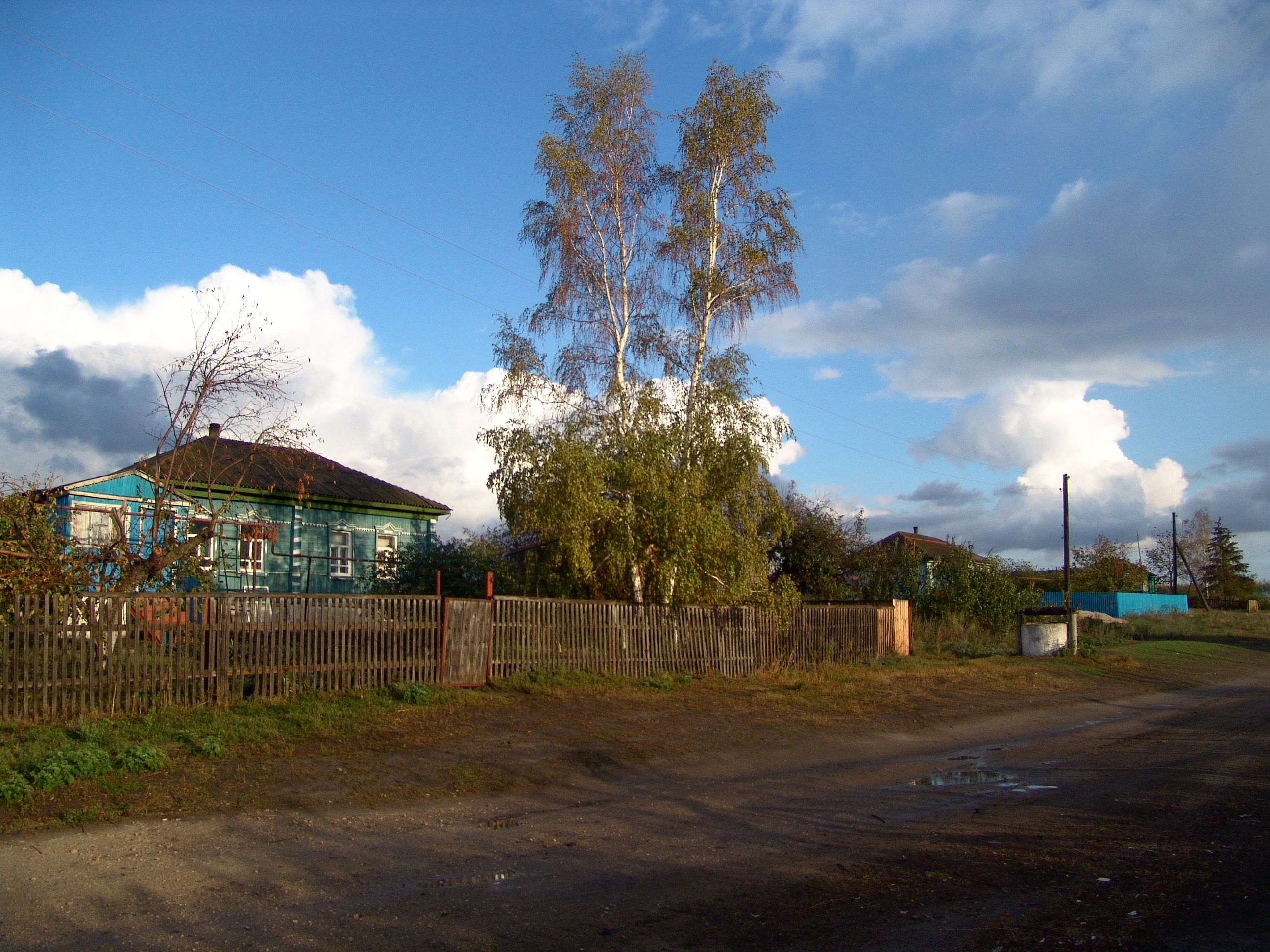

51°50′N 41°28′E / 51.833°N 41.467°E
熱爾傑夫卡區（俄语：Жердевский район）是俄羅斯的一個區，位於該國西部，由坦波夫州負責管轄，區府熱爾傑夫卡，面積1,397.77平方公里，2010年該區人口30,331，人口密度每平方公里21.7人。